# Sainte-Anne-d'Auray
Sainte-Anne-d'Auray (en bretó Santez-Anna-Wened) és un municipi francès, situat a la regió de Bretanya, al departament d'Ar Mor-Bihan. L'any 2006 tenia 2102 habitants. A l'inici del curs 2007, el 12,1% dels alumnes del municipi eren matriculats a la primària bilingüe.

## Demografia
| 1962                                       | 1968 | 1975 | 1982 | 1990 | 1999 |  |
| ------------------------------------------ | ---- | ---- | ---- | ---- | ---- |  |
| 1335                                       | 1405 | 1395 | 1512 | 1630 | 1844 |  |
| Des de 1962: població sense dobles comptes |      |      |      |      |      |  |

## Administració
| Període   | Identitat      | Partit |
| --------- | -------------- | ------ |
| 2001-2008 | Henri Macé     |        |
| 2008-     | Roland Gastine |        |

## Agermanaments
- Camborne, Regne Unit